# Susi Díaz i Ros
Susi Díaz i Ros   (Elx, 2 d'abril de 1956) és una cuinera valenciana.
És la propietària i cuinera del Restaurant La Finca, situat a Elx, al Baix Vinalopó, fundat l'any 1984.
Ha participat com a col·laboradora en diferents programes de televisió com per exemple El Intermedio de la Sexta o Top Chef d'Antena 3, programa en què va ser membre del jurat del concurs, juntament amb el també conegut xef Alberto Chicote. També ha aparegut en diferents programes de la televisió pública valenciana À Punt, com Assumptes Interns o À Punt Directe.
El seu restaurant ha estat premiat amb una estrella Michelin, que l'ha mantingut des de l'any 2006.
Té un jardí amb el seu nom a Elx, el Jardí de la Cuinera Susi Díaz, situat al Carrer d'Oriola 22.
Va ser escollida personalitat electa de les festes del Misteri d'Elx l'any 2018.